# Imieni Kalinina (rejon głuszkowski)
Imieni Kalinina (ros. Имени Калинина) – osiedle typu wiejskiego w zachodniej Rosji, w sielsowiecie wiesiełowskim rejonu głuszkowskiego w obwodzie kurskim.

## Geografia
Miejscowość położona jest 5 km od centrum administracyjnego sielsowietu wiesiełowskiego (Wiesiełoje), 11,5 km od centrum administracyjnego rejonu (Głuszkowo), 128 km od Kurska.

## Demografia
W 2010 r. miejscowość zamieszkiwały 2 osoby.